# Llucmajor
Llucmajor, en catalan et officiellement (Lluchmayor en castillan), est une commune d'Espagne de l'île de Majorque dans la communauté autonome des Îles Baléares. Elle fait partie de la comarque de Migjorn.

## Étymologie
Llucmajor est un toponyme mozarabe dérivé du latin lucum maiorem qui signifie forêt principale.
La prononciation majorquine a assimilé le c au m qui le suit, de telle façon que la prononciation locale est llummajor. Cette prononciation a été rapprochée de llum major, (lumière principale) et a été reportée sur l'héraldique de la ville qui présente une main soutenant une torche enflammée. Cette étymologie est cependant erronée et en contradiction avec la documentation historique.

## Géographie

Localisation de l'île Majorque dans les Îles Baléares.
Localisation de Llucmajor dans l'île de Majorque.
Localisation de la comarque de Migjorn dans l'île de Majorque.

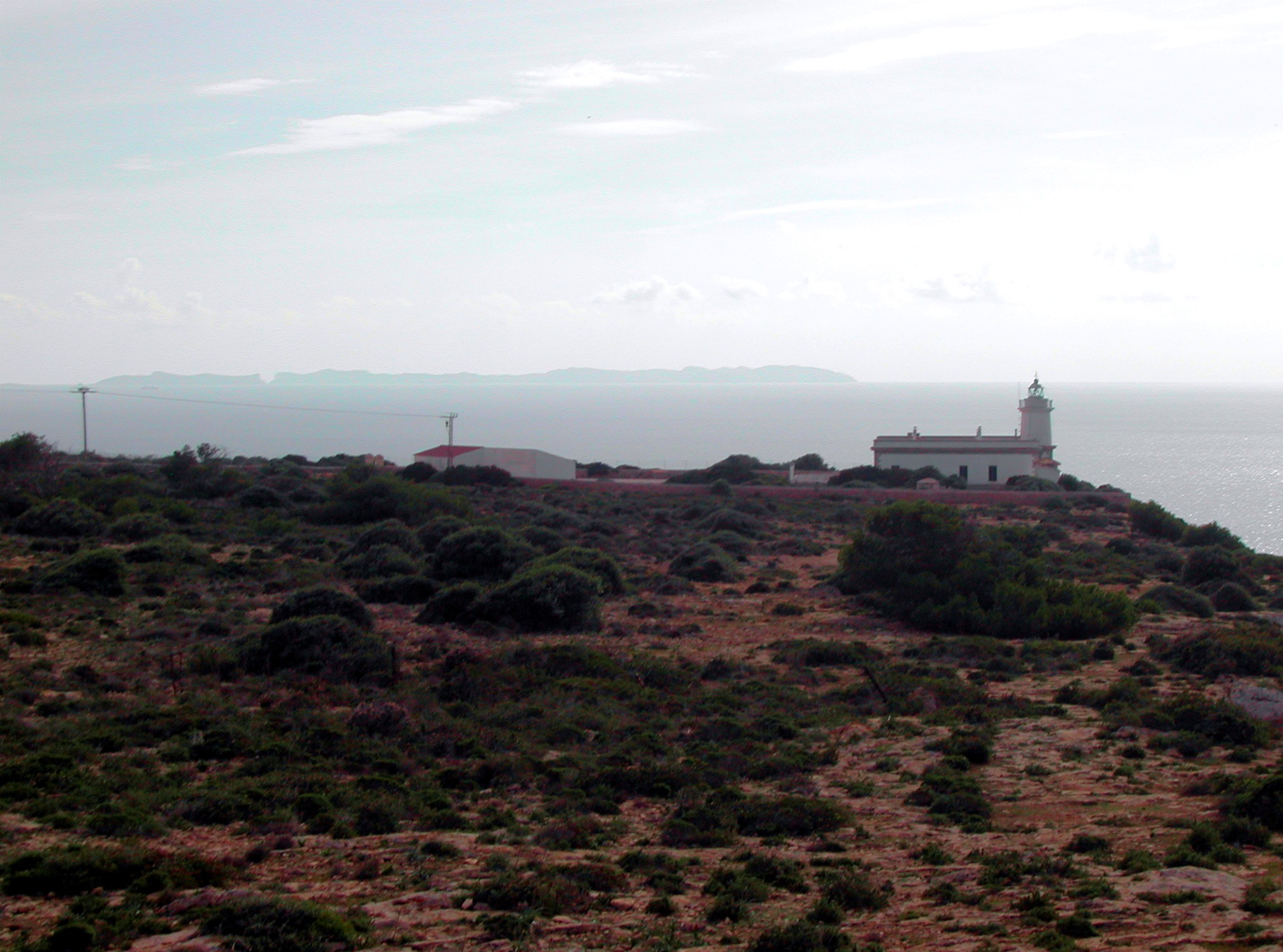
Le phare du Cap blanc. Au fond, l'île de Cabrera.

La ville de Llucmajor occupe la plateforme qui s'étend au pied du massif de Randa et est dominé par le pic de même nom. La ville se termine dans la mer par des falaises d'une hauteur de 100 à 200 mètres entre les conques alluviales de Saint Jordi et de Campos. La côte s'étend dans le secteur du levant de la baie de Palma entre s'Arenal et le cap Blanc et continue vers l'est vers la pointe de Capocorb et la pointe plaine sur l'étang du midi (Estanyol de Migjorn). Les torrents se forment sur les bords de la plateforme tertiaire et forment des ravines avec des enrochements calcaires qui souvent affleurent la surface du sol, comme à la Cala Pí ou celle dont profite le port de Arenal.
Llucmajor est la commune de Majorque la plus étendue avec une superficie de 327 km2. Elle compte environ 30 000 habitants (dont 4 300 étrangers avec 1 600 Allemands), soit 91 habitants par km2. L'altitude la plus élevée est de 151 mètres. La ville s'étend aux abords du massif de Randa. Il y a seize villes dans la zone, y compris la ville de Llucmajor et des parties de s'Arenal, de Cala Blava et de Cala Pí.

## Histoire
La première église dans Llucmajor a été érigée en 1259. En 1300, Jacques II de Majorque y a fait construire une « villa ». L'événement historique le plus important en liaison avec la ville est la bataille de Llucmajor, où en 1349 Pierre IV d'Aragon a défait son cousin Jacques III de Majorque. La conséquence en a été la fin de l'indépendance du royaume de Majorque. Jacques III a été tué sur le nord-est du champ de bataille de la ville. Il a été enterré une première fois dans l'église de paroisse de la ville et aujourd'hui sa tombe est située dans la cathédrale de Palma. En 1543, Charles Quint a accordé à la ville le droit de tenir un marché le mercredi et vendredi.
Au XXe siècle, Llucmajor s'est développé en centre pour la cordonnerie et a ainsi acquis une certaine prospérité.

## Administration
Le maire est Éric Jareño Cifuentes.

## Personnalités liées à la commune
- Maria Antònia Salvà i Ripoll (1869-1958), poétesse, est décédée à Llucmajor.

### Sources
- (es) Varaciones de los municipios de España desde 1842, Ministerio de administraciones públicas, octobre 2008, 364 p. (lire en ligne) [PDF]